# Петруша, Дмитрий Викторович
Дмитрий Викторович Петруша (бел. Дзмітрый Віктаравіч Пятруша; род. 20 августа 1983) — белорусский государственный деятель.

## Биография
Родился в 1983 году. В 2006 году окончил Витебский государственный технологический университет, в 2012 — Академию управления при Президенте Республики Беларусь.
Свою трудовую деятельность начал в 2006 году. Тогда он работал мастером службы эксплуатации газового хозяйства филиала «Витебское производственное управление газового хозяйства» РУП «Витебскоблгаз». В период с 2008 по 2016 годы продолжил работу на предприятии на руководящих должностях. С июля 2016 по июнь 2018 работал на «Белтопгазе» в должности заместителя генерального директора – начальника управления и перспективного развития и инвестиций государственного производственного объединения по топливу и газификации.
26 июня 2018 года Президент Республики Беларусь Александр Лукашенко дал согласие на назначение Дмитрия Петруши главой администрации Центрального района. 28 июня 2018 года вступил в должность. 29 декабря 2020 года удостоен медали «За трудовые заслуги».
29 июля 2021 года сменил должность – с согласия А. Лукашенко был назначен генеральным директором предприятия «Керамин».
14 января 2025 года назначен заместителем председателя Витебского областного исполнительного комитета.

### Критика
Известность Дмитрий Петруша приобрел в августе 2020 года. На провластном концерте, устроенном в Киевском сквере Минска с целью помешать предвыборной кампании Светланы Тихановской, звукорежиссёры из Минского государственного дворца детей и молодёжи Кирилл Галанов и Владислав Соколовский незапланированно включили песню Виктора Цоя «Перемен». Люди в сквере живо отреагировали на это, начав аплодировать. Чтобы прекратить звучание песни, Петруша стал выдергивать из колонок провода. Также он позвал милицию; вскоре звукорежиссёров задержали и обвинили в мелком хулиганстве. На суде 7 августа 2020 года К. Галанов назвал хулиганством само проведение этого концерта. Д. Петруша стал объектом многочисленных насмешек, в т. ч. за отношение к аппаратуре дворца детей и молодёжи. Во время судебного заседания В. Соколовский заявил, что «аппаратуру повредили, невозможно было выступать».
Политолог из Минска Вольф Рубинчик в августе 2021 г. привёл примеры ненадлежащего использования ценных помещений в Центральном районе. Он критически оценил результаты хозяйствования Д. Петруши и предположил, что бывший глава администрации несёт как минимум моральную ответственность за трагедию 11–12 ноября 2020 года, произошедшую с Романом Бондаренко на территории Центрального района: администрация района «душила» образовавшуюся в августе 2020 г. «Площадь Перемен».
Внесён в санкционные списки балтийских стран.